# Liste der Staatsoberhäupter 194 v. Chr.
Übersicht
◄◄ | ◄ | 198 v. Chr. | 197 v. Chr. | 196 v. Chr. | 195 v. Chr. | Liste der Staatsoberhäupter 194 v. Chr. | 193 v. Chr. | 192 v. Chr. | 191 v. Chr. | 190 v. Chr. | ► | ►►

Weitere Ereignisse

## Afrika
- Ägypten
  - König: Ptolemaios V. (205–180 v. Chr.)

- Massylier
  - König: Massinissa (202–148 v. Chr.)

## Asien
- Armenien
  - König: Orontes (220–ca. 192 v. Chr.)

- Baktrien
  - König: Demetrios I. (200–182 v. Chr.)

- Bithynien
  - König: Prusias I. (ca. 228–182 v. Chr.)

- China
  - Kaiser: Han Huidi (195–188 v. Chr.)

- Iberien (Kartlien)
  - König: Saurmag I. (234–159 v. Chr.)

- Indien
  - Maurya-Reich
    - König: Satadhanvan (195–187 v. Chr.)

  - Shatavahana
    - König: Krishna (207–180 v. Chr.)

- Japan (Legendäre Kaiser)
  - Kaiser: Kōgen (214–158 v. Chr.)

- Kappadokien
  - König: Ariarathes IV. Eusebes (220–163 v. Chr.)

- Korea
  - Buyeo
    - König: Morisu (195–170 v. Chr.)

  - Wiman Joseon
    - König: Wiman (194–ca. 180 v. Chr.)

- Partherreich
  - Schah (Großkönig): Arsakes II. (217–191 v. Chr.)

- Pergamon
  - König: Eumenes II. (197–158 v. Chr.)

- Pontus
  - König: Mithridates III. (220–185 v. Chr.)

- Seleukidenreich
  - König: Antiochos III. (223–187 v. Chr.)

## Europa
- Bosporanisches Reich
  - König: Spartokos V. (ca. 200–ca. 180 v. Chr.)

- Griechenland
  - Sparta
    - König: Nabis (207–192 v. Chr.)

- Makedonien
  - König: Philipp V. (221–179 v. Chr.)

- Odrysisches Königreich
  - König: Seuthes IV. (215–190 v. Chr.)

- Römische Republik
  - Konsul: Publius Cornelius Scipio Africanus (194 v. Chr.)
  - Konsul: Tiberius Sempronius Longus (194 v. Chr.)